# Липовац (Пакрац)
Липовац је насељено место у саставу града Пакраца, у западној Славонији, Република Хрватска.

## Географија
Липовац се налази источно од Пакраца, на северозападним обронцима Псуња.

## Историја
Липовац се од распада Југославије до маја 1995. године налазио у Републици Српској Крајини.

## Становништво
На попису становништва 2011. године, Липовац није имао становника.
| Националност       | 1991.    |
| Срби               | 5 (100%) |
| Хрвати             | 0        |
| Југословени        | 0        |
| остали и непознато | 0        |
| Укупно             | 5        |

Напомена:Липовац од 1910. до 1981. исказивано под именом Липовац Кусоњски.